# Jōmō Denki Tetsudō
Die Jōmō Denki Tetsudō (jap. 上毛電気鉄道株式会社 Jōmō Denki Tetsudō kabushiki-gaisha, engl. Jōmō Electric Railway), kurz auch Jōden (上電) genannt, ist eine japanische Bahngesellschaft mit Sitz in Maebashi in der Präfektur Gunma. Sie betreibt die Jōmō-Linie, die Maebashi mit Kiryū verbindet.

## Unternehmen
Bei der Jōmō Denki Tetsudō handelt es sich um eine betrieblich eigenständige Tochtergesellschaft der Bahngesellschaft Tōbu Tetsudō, die im Jahr 2018 mit einem Anteil von 43,31 % am Aktienkapital beteiligt war. Weitere Anteilseigner sind unter anderem die Jōshin Dentetsu (9,72 %), die Gunma Bank (4,00 %) und die Kajima Corporation (2,00 %).

## Fahrzeuge
Seit jeher setzt sich der Fuhrpark der Jōden vor allem aus Gebrauchtfahrzeugen zusammen, die von anderen Bahngesellschaften erworben wurden. Im Jahr 2024 verfügte sie über folgende Baureihen:
- Baureihe 800: drei umgebaute U-Bahn-Triebwagen der Baureihe 03 von Tōkyō Metro, eingeführt ab 2023
- Baureihe 700: acht Triebwagen der Keiō Dentetsu (dort der Baureihe 3000 entsprechend), eingeführt von 1998 bis 2000
- DeHa 100: ein Triebwagen der Originalbaureihe von 1928, verwendet für Veranstaltungen und Ziehen von Güterwagen
- Hoki 1: 2 Arbeitsfahrzeuge, frühere Güterwagen der Tōbu Tetsudō (Baujahr 1964 und 1969)

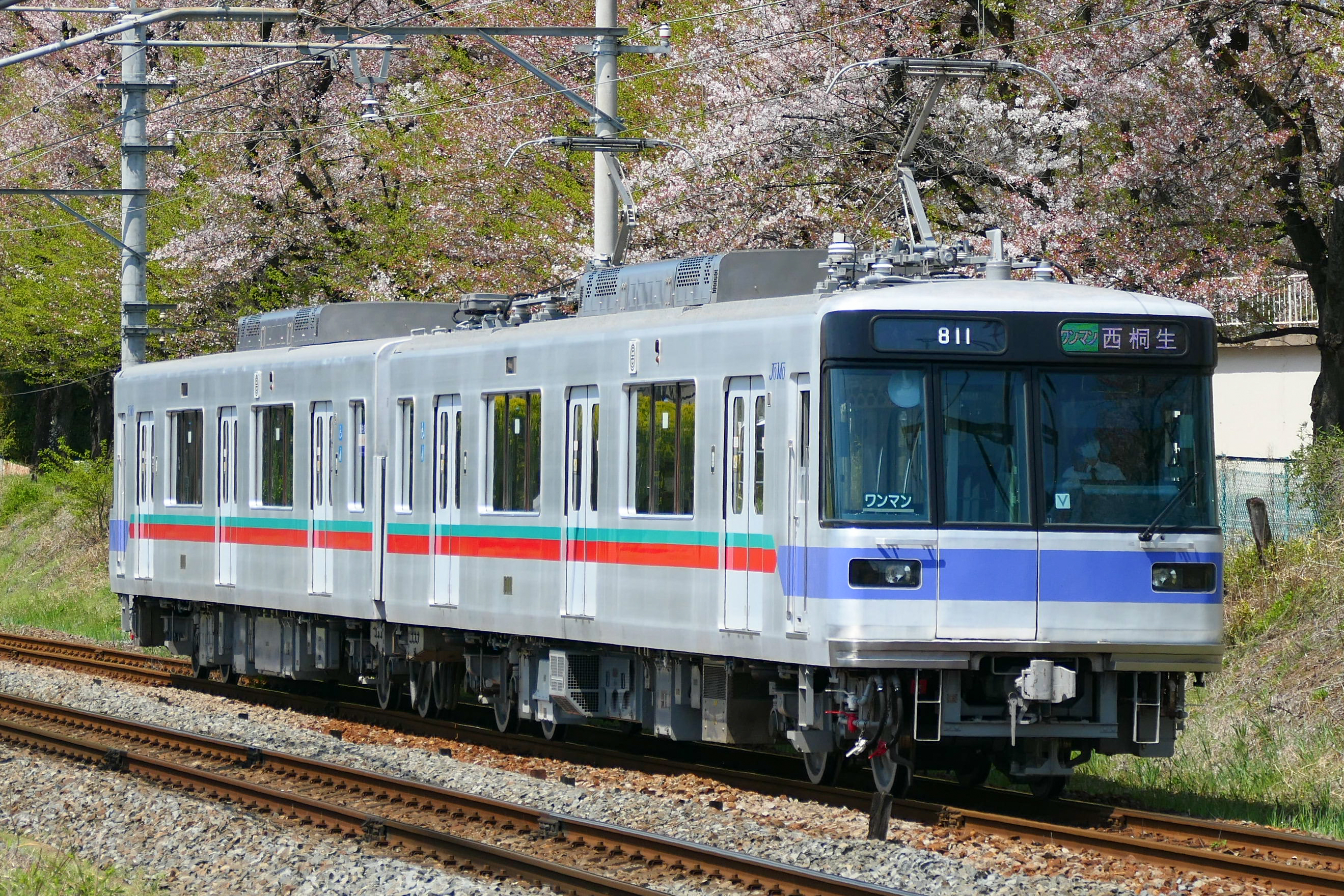
Baureihe 800
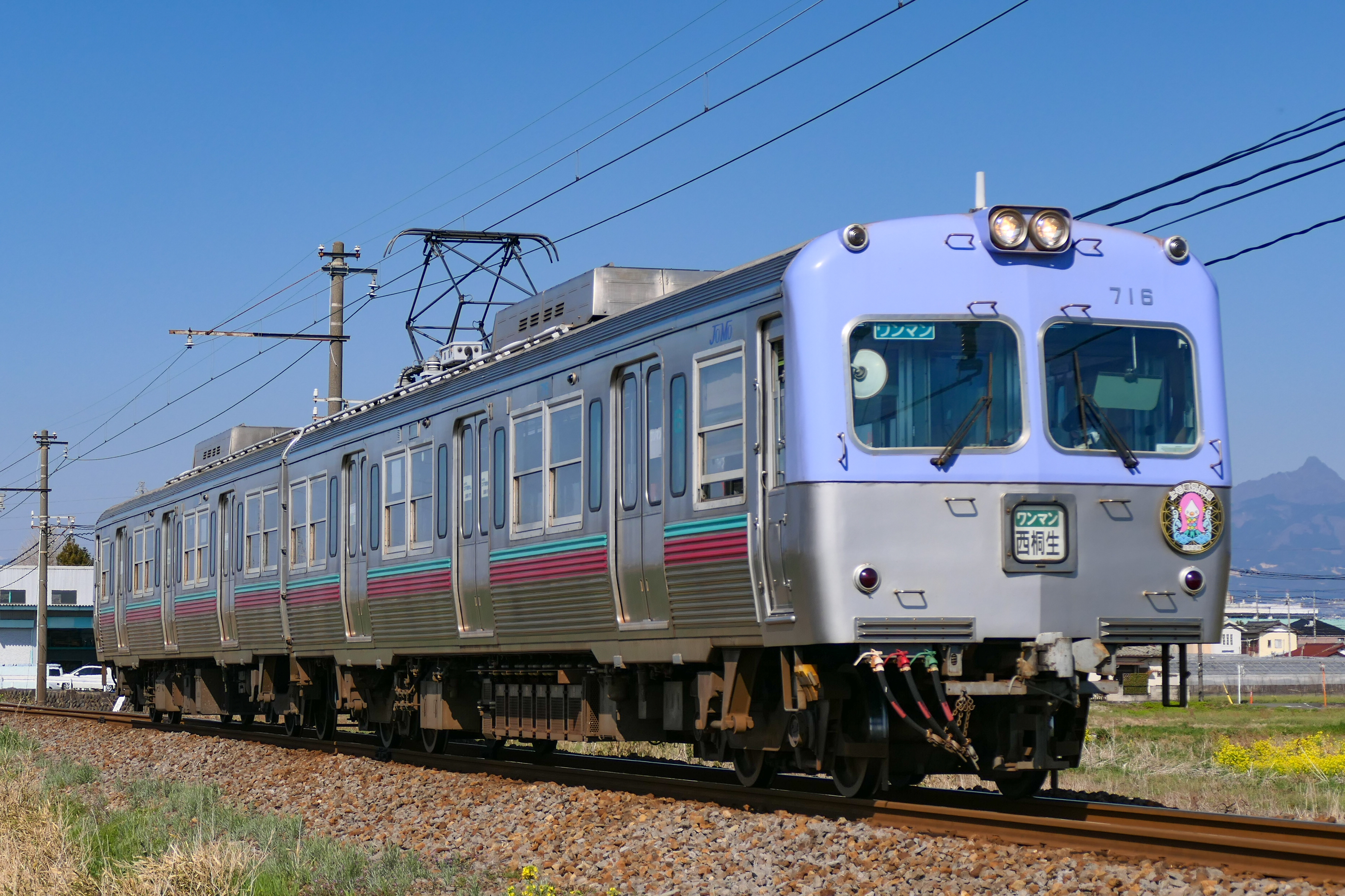
Baureihe 700
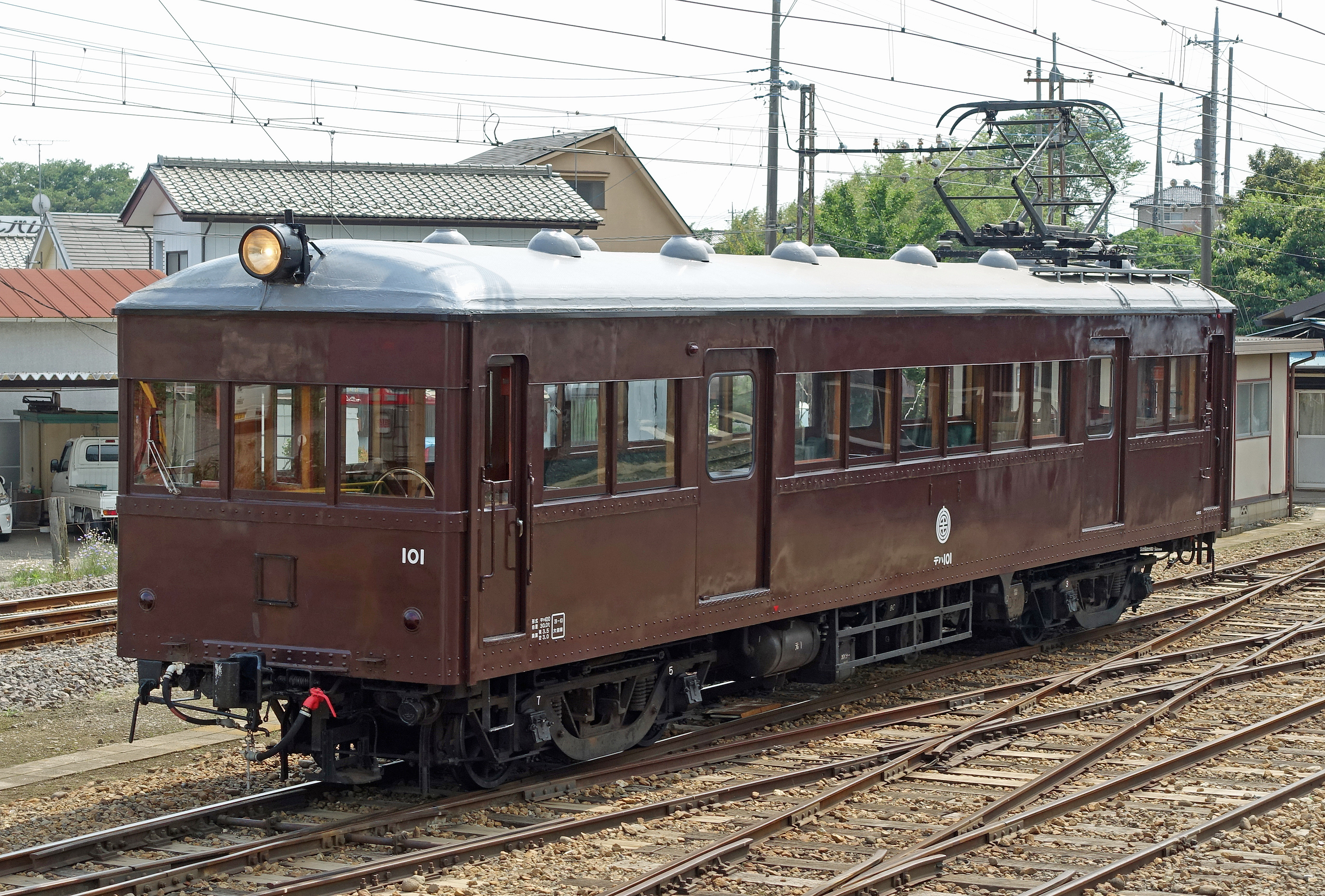
Baureihe DeHa 100
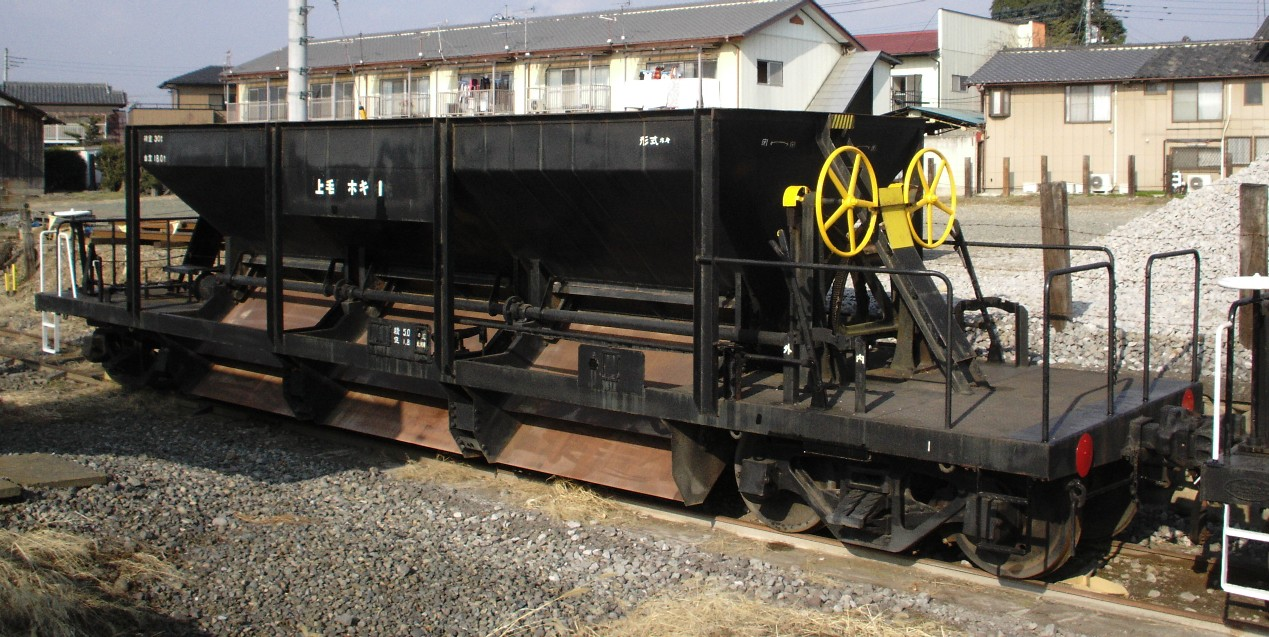
Hoki 1

## Geschichte
Die Gründung des Unternehmens erfolgte am 27. Mai 1926, die Aufnahme des Bahnbetriebs am 10. November 1928. Im März 1930 kam der Betrieb von Buslinien hinzu. 1934 verlegte die Jōden ihren Hauptsitz von Tokio nach Maebashi. Sie nahm 1950 den Charterbusverkehr auf und stellte 1986 den Güterverkehr ein. 1995 zog sich das Unternehmen aus dem Busverkehr zurück und übertrug den Geschäftsbereich an Nippon Chūō Bus.